# シャルル・ヴィルダ
シャルル・ヴィルダ（Charles Wilda、本名:Karl Wilda、1854年12月20日 - 1907年6月11日）はオーストリアの画家である。「オリエンタリズム」の絵画を描いたことで知られる。

## 略歴
ウィーンで生まれた。弟に競馬やウィーンの上流階級の生活を描いたゴットフリート・ヴィルダ(Gottfried Wilda:1862-1922)がいる。ウィーン美術アカデミーでレオポルト・カール・ミュラーに学んだ。ミュラーはハンス・マカルトとともに、オーストリアにおける「オリエンタリズム」を代表する画家であった。ヴィルダはパリに修行した時にフランスの「オリエンタリズム」の画家、ウジェーヌ・フロマンタンにも学んだ。
しばしばエジプトのカイロを訪れ、中東の人々の風俗を描いた作品は、師のミュラーからその色彩の鮮やかさなどを賞賛され、ウィーンの有名な美術評論家のルートビヒ・ヘヴェシ(Ludwig Hevesi)はヴィルダをミュラーの後継者になると評した。
1880年代からウィーンの定例展覧会やベルリンやミュンヘン、ドレスデンの国際展覧会に常時出展した。1900年のパリ万国博覧会の展覧会にも出展した。
ウィーンで没した。別の「オリエンタリズム」の画家、ルドルフ・スヴォボダとはウィーン美術アカデミーでともに学んだ友人で晩年のヴィルダの肖像画を描いた。没した年の秋にウィーン・キュンストラーハウスで追悼展が開かれた。

## 作品

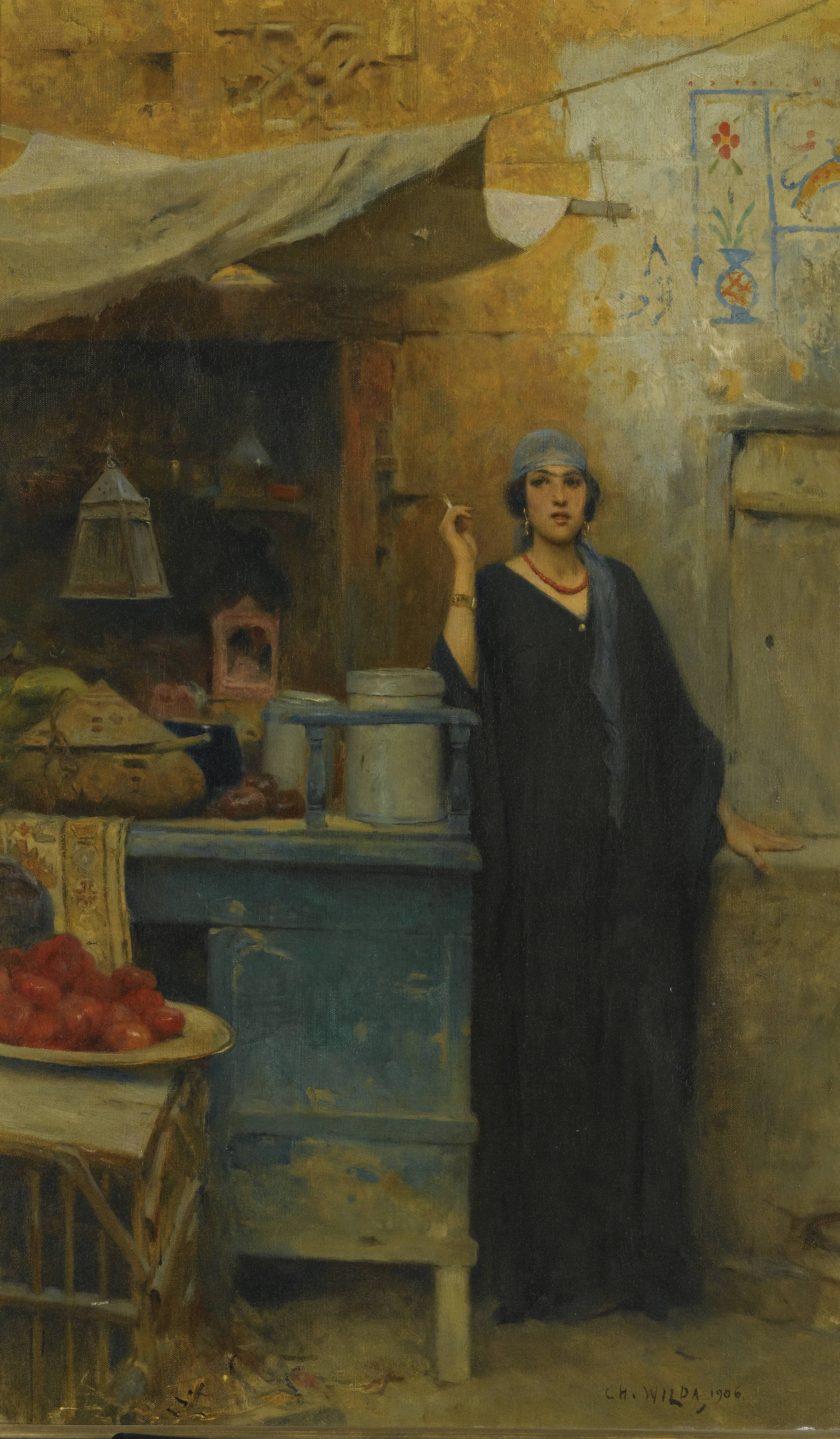
「市場の女」(1906)
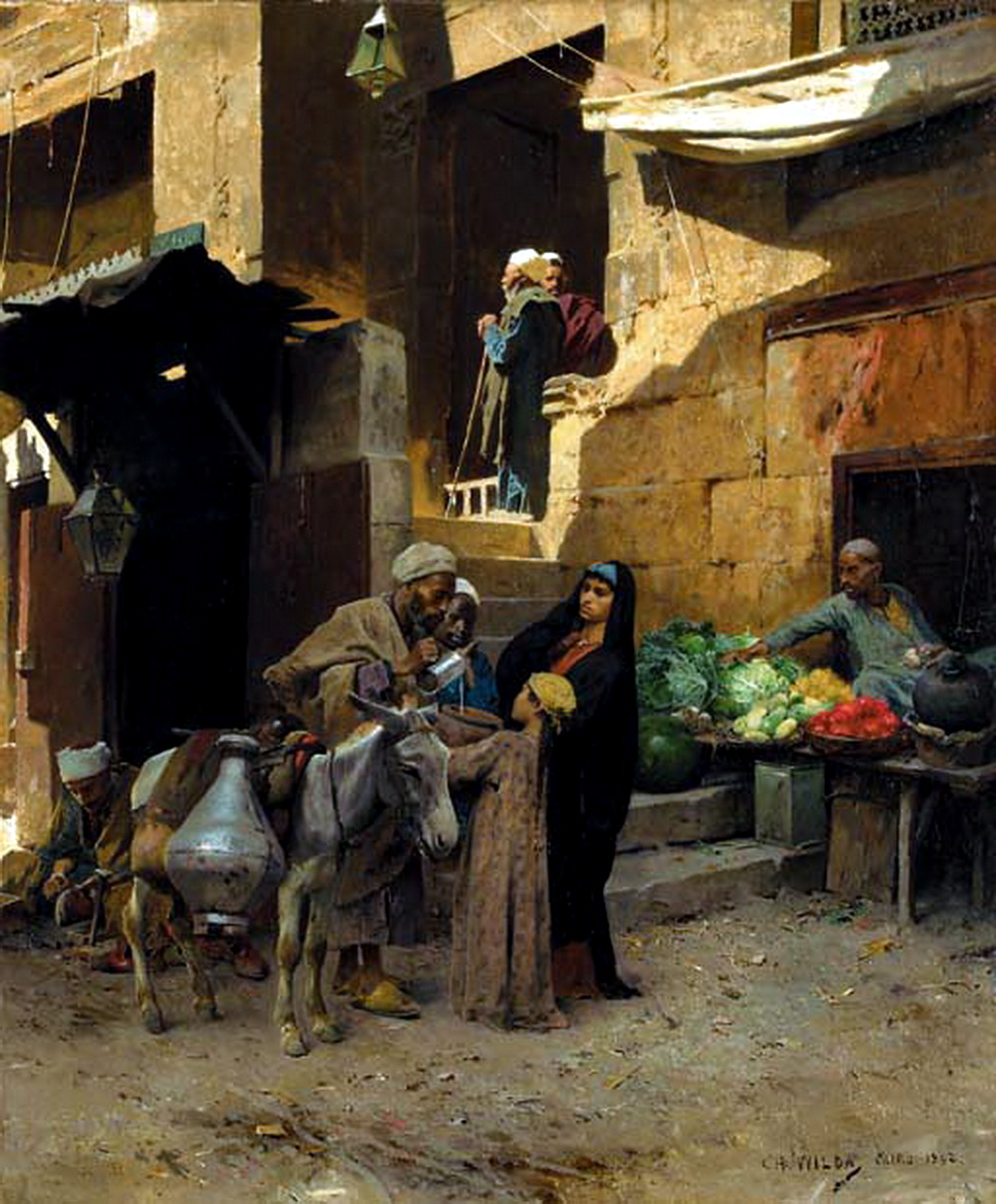
「カイロのスーク」(1892)
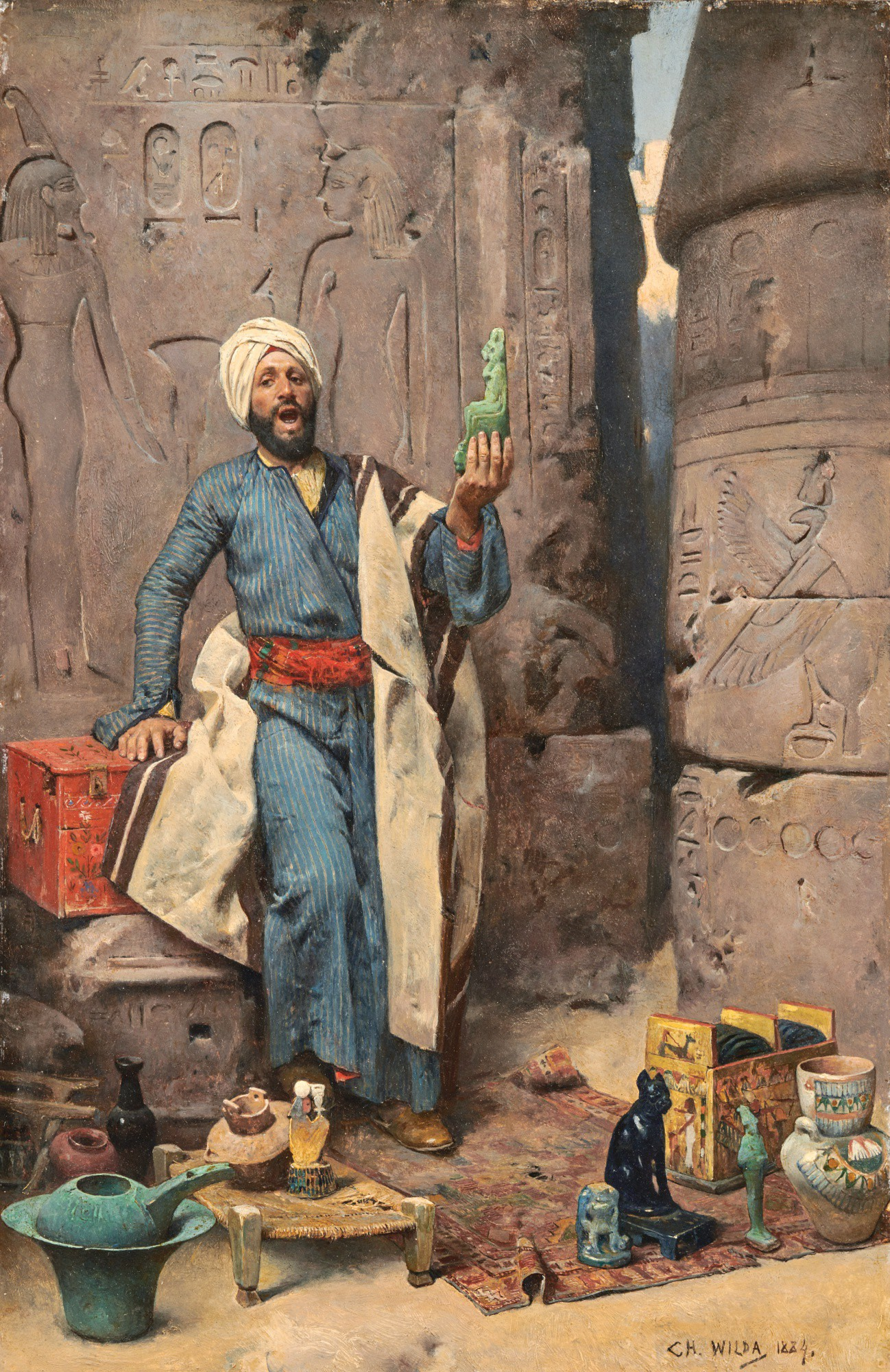
「翡翠の像を売る男」(1884)
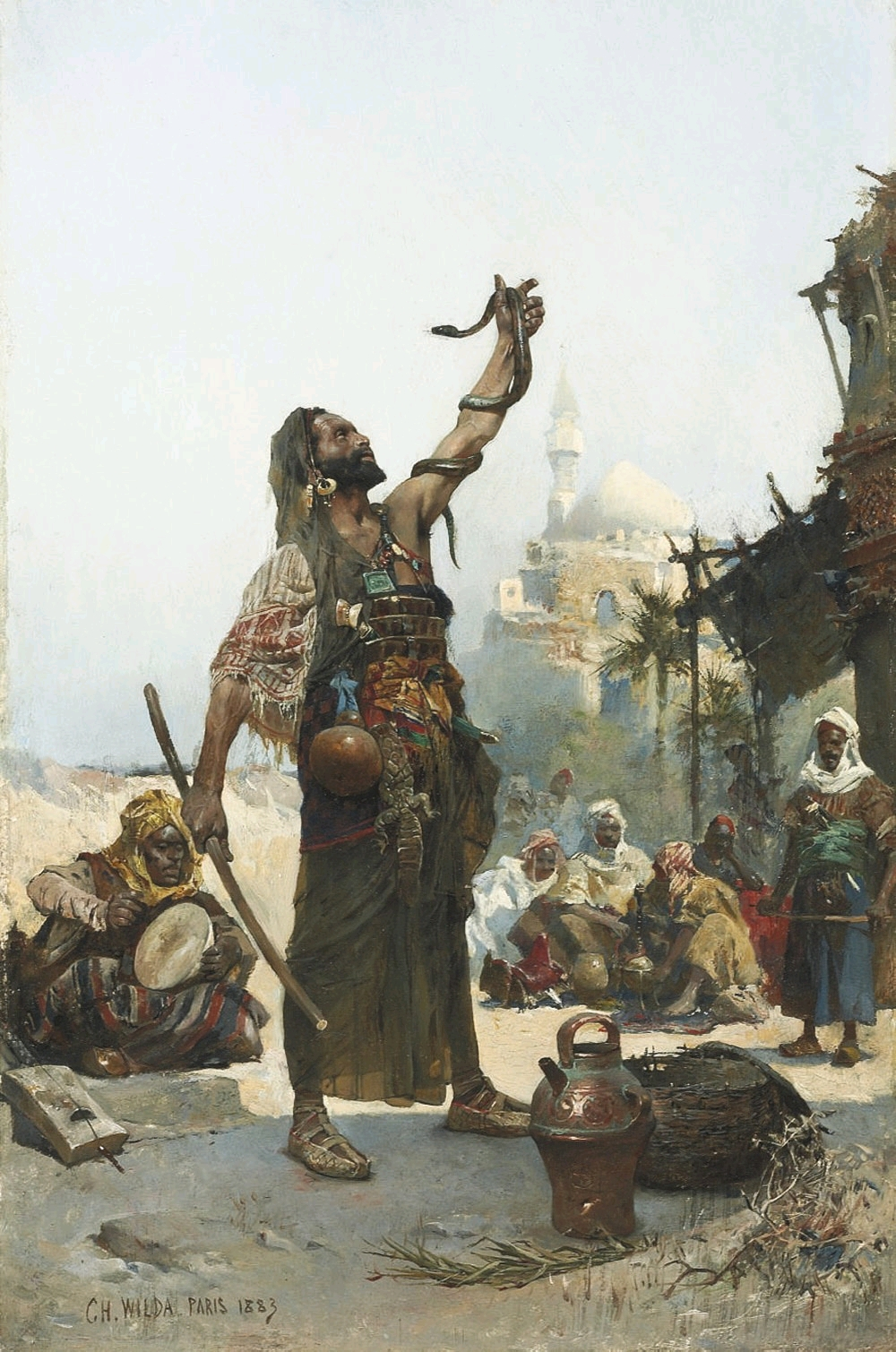
「蛇使い」(1883)
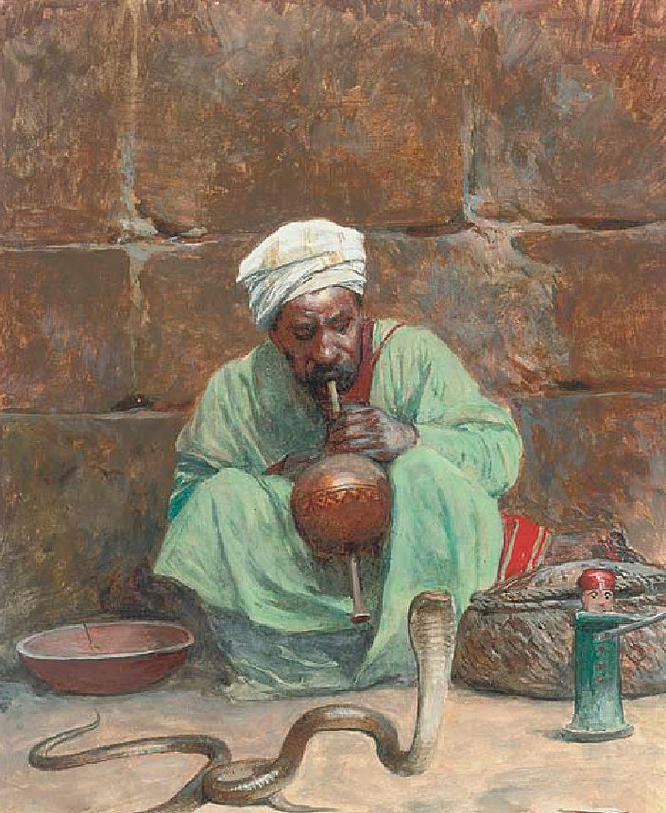
「蛇使い」
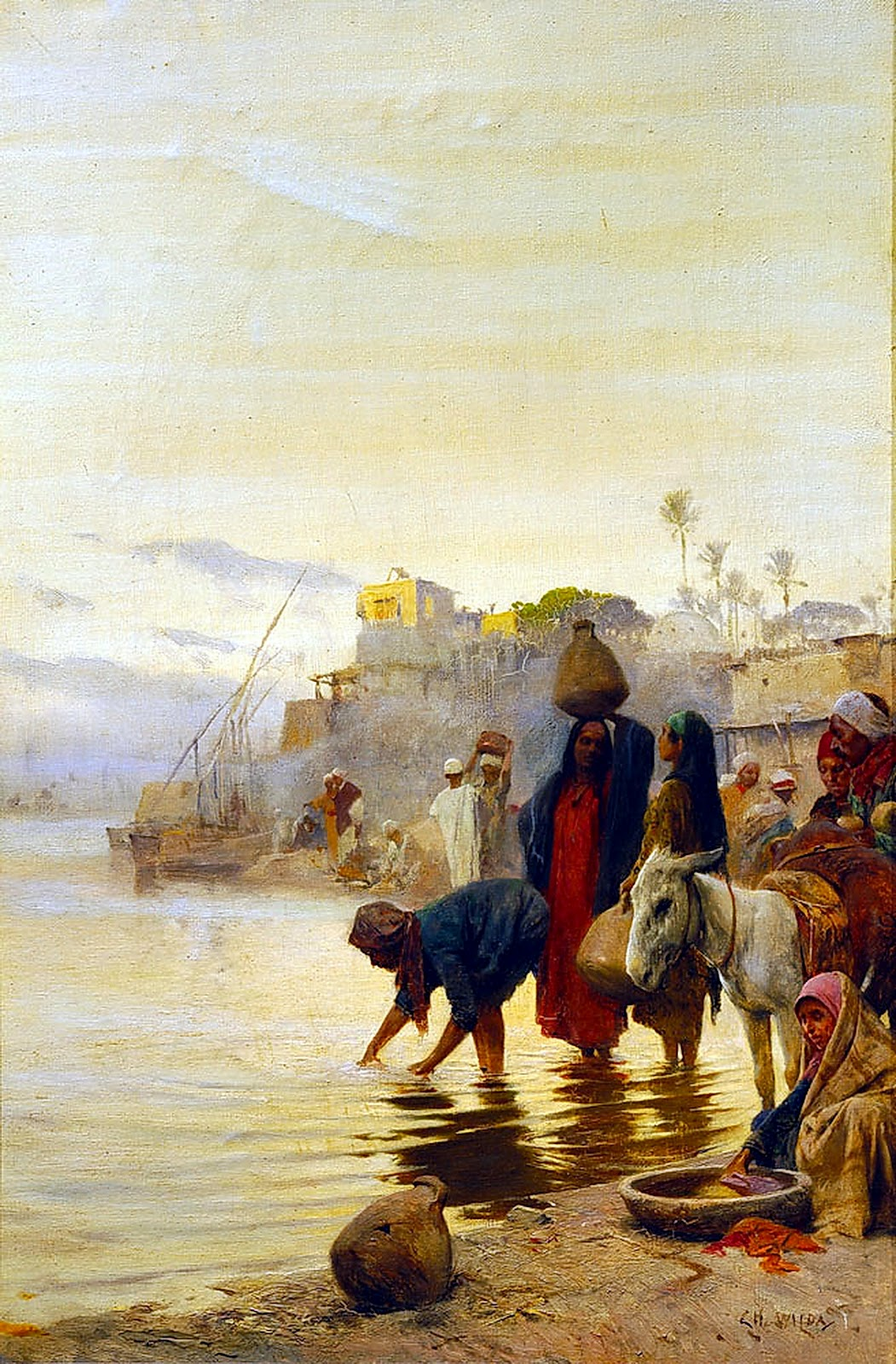
「ナイルで洗濯する女たち」
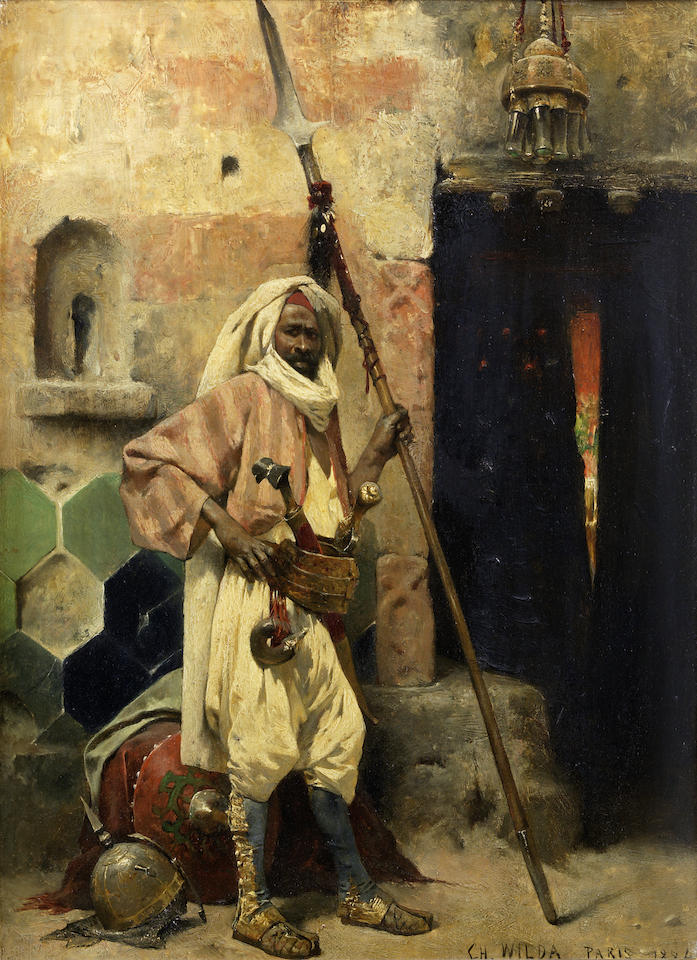
「門衛」(1884)
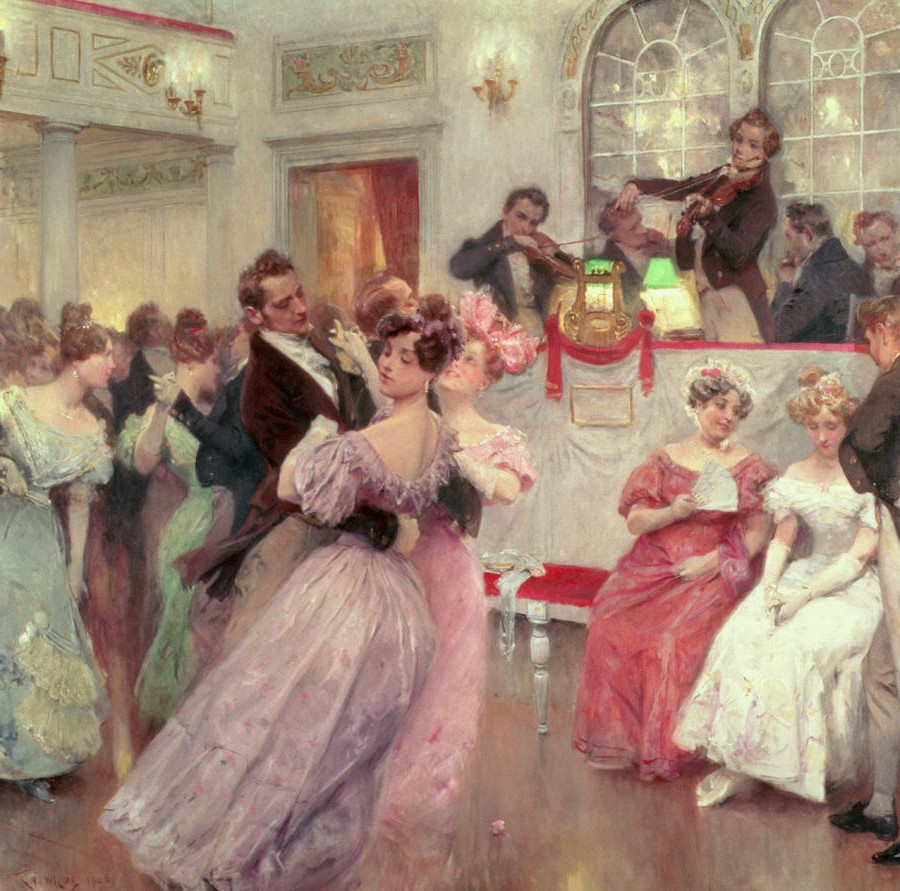
「舞踏会」ヨーゼフ・ランナーとヨハン・シュトラウス1世が演奏する姿が描かれた。